# Kvanefjeld
Kvanfjeld (grónsky Kuannersuit) je náhorní plošina v kraji Kujalleq na jihu Grónska. Má rozlohu 2,5 km² a nadmořskou výšku 500–670 metrů, nejbližším sídlem je Narsaq. Tvoří ji nefelínový syenit lujavrit, který patří k intruzivním horninám.
V polovině dvacátého století zde geologický průzkum objevil velká ložiska uranu. Místo navštívil Niels Bohr a v roce 1962 byla zahájena těžba. V osmdesátých letech však Dánsko odstoupilo od jaderného programu a důl byl uzavřen. V roce 2007 představila firma Greenland Minerals projekt na další využívání lokality. Kromě uranu jsou v Kvanfjeldu i druhé největší zásoby vzácných zemin na světě, nachází se zde také fluorid sodný a tugtupit. O zdejší suroviny má zájem Čínská národní jaderná korporace. Místní obyvatelé však plán odmítli, neboť se obávají dopadu na životní prostředí. Volby do Grónského parlamentu 2021 vyhrálo Inuitské společenství hlavně díky slibu, že nepřipustí další těžbu.